# Mary Luba
Mary Luba (* 20. August 1993) ist eine US-amerikanische Fußballspielerin.

## Karriere
Während ihres Studiums an der Marquette University spielte Luba von 2011 bis 2014 für die dortige Universitätsmannschaft der Marquette Golden Eagles. Ab 2015 lief sie für die Reservemannschaft der Chicago Red Stars in der WPSL auf. Mit dieser gewann sie im Jahr 2015 das Meisterschaftsfinale gegen den SoCal FC. Von 2015 bis 2017 rückte Luba zeitweise in den Kader der Red Stars in der National Women’s Soccer League auf und debütierte dort am 23. Mai 2015 bei einem 2:1-Auswärtssieg gegen den amtierenden Meister FC Kansas City.

## Erfolge
- 2015: Gewinn der WPSL-Meisterschaft (Chicago Red Stars Reserves)